# As Rãs
As Rãs (em grego: Βάτραχοι) é uma comédia escrita pelo autor grego Aristófanes. Foi apresentada a público num dos festivais dedicado a Dioníso, no ano de 405 a.C.
Na peça, a sua meta é atingir a hierarquia de valores estéticos e afetivos numa Grécia que lhe parecia decadente. O drama narra a ida do deus Dioniso ao Inferno com a intenção de levar de volta à vida um grande tragediógrafo, Eurípedes, que morrera pouco tempo atrás, deixando Atenas carente de um bom conselho e um bom conselheiro. Sua vontade, entretanto, será modificada no decorrer do ágon entre os dois poetas trágicos que estão no tártaro: Ésquilo e Eurípedes. Comédia antiga, a peça nos mostra um pouco do interessante mundo que animou esses três grandes gregos, seus posicionamentos e suas paixões.  